# 傲慢與偏見 (電視短劇)
《傲慢與偏見》（英語：Pride and Prejudice）是一部1995年的英國六集電視劇，改編自珍·奧斯汀出版于1813年的同名小说。本剧由英国广播公司（BBC）制作，美国A&E电视台联合出资。制片人为苏·伯特维瑟（Sue Birtwistle），编剧为安德鲁·戴维斯，导演为西蒙·朗顿（Simon Langton）。詹妮弗·艾莉出演女主角伊丽莎白·班内特，科林·费尔斯出演費茨威廉·達西。本剧于1995年9月24日至10月29日在BBC一台首播，电视台于1996年1月14日起以每天播放两集、连续播放三晚的形式播出。
该系列剧广受观众喜爱，也被评论界肯定，赢得了多个奖项，包括詹妮弗·艾莉的英国学术电视奖最佳女主角奖，和艾美奖最佳服装设计奖。达西先生这个角色使科林·费尔斯走红踏上星途。费尔斯身着湿衬衫的场景被选为“英国电视史上最令人难忘的时刻之一”。《纽约时报》评价道：“此剧在描写狭隘的乡绅阶层的抱负和幻想中混合了爱情故事和社会现象。”本剧启发了海伦·菲尔丁创作出了畅销小说《布里吉特·琼斯的日记》，在小说改编的电影中费尔斯也出演了女主角的恋爱对象马克·达西。

## 情节
第一集
一位来自英格兰北部的富有单身汉，查尔斯·宾利先生，来到赫特福德郡梅里屯的尼日斐庄园度过夏天。邻居班内特太太热切地期望他能娶她家五个女儿中的一个（珍、伊丽莎白、玛丽、凯蒂和莉迪亚）。宾利先生在当地的乡村舞会上对珍一见倾心，但他带来的好友，传闻比他还要富有一倍的达西先生，却不愿与人跳舞，怠慢了伊丽莎白。达西在之后卢卡斯家聚会的表现更是加深了伊丽莎白对他糟糕的第一印象。简去尼日斐庄园拜访时生了病，伊丽莎白前去看望她，住了两晚，期间和达西打嘴仗。
第二集
阿谀奉承的牧师威廉·科林斯先生来拜访表兄班内特先生，他是班内特一家的产业——朗博恩庄园的继承人。他决定娶伊丽莎白为妻以补偿班内特家的女儿们不能继承家业的损失。在梅里屯，他们遇到了新来到此地的民兵团成员，其中有乔治·威肯先生。伊丽莎白目睹了路过的达西对威肯的冷淡，威肯向她透露了达西使他失去了遗产的恶行。在尼日斐庄园的舞会上，达西邀请伊丽莎白跳舞，令她十分意外，她虽不愿意但出于礼貌只能接受。第二天，科林斯先生向伊丽莎白求婚，她断然拒绝。班内特太太对此十分愤怒，坚持要求伊丽莎白同意，但班内特先生的态度却截然相反。随后伊丽莎白的好友夏洛蒂·卢卡斯邀请科林斯先生到她家去做客。
第三集
听闻夏洛蒂接受了科林斯先生求婚的消息，伊丽莎白吃惊又厌恶。宾利一家突然离开了尼日斐庄园去了伦敦，珍也去了伦敦的亲戚加德纳家小住，但很快发现宾利一家无视她的存在，不想和她来往。同时，伊丽莎白和威肯之间的情谊渐渐升温。春天，伊丽莎白去肯特郡的科林斯家拜访出嫁的夏洛蒂。他们住得离达西的姨妈，凯瑟琳·德波夫人的庄园罗新斯很近，期间和达西及他的堂弟费茨威廉上校见了几次面。在一次散步时，伊丽莎白从费茨威廉上校口中得知，是达西在宾利和珍的爱情中作梗，阻止他们成婚，她震惊而愤怒。当晚，达西向伊丽莎白求婚，表白自己强烈的爱慕之情压倒了不应与门第卑下的她结合的理性。伊丽莎白生气地拒绝了，指出他傲慢自负的个性、对威肯的恶行和破坏她姐姐的幸福让她非常厌恶他。
第四集
达西先生写了一封长信为自己的行为辩护：他没有看出珍对宾利的感情；以及威肯是放荡的花花公子，曾为遗产试图诱拐他的妹妹乔治亚娜·达西。回到朗博恩庄园，班内特先生同意莉迪亚陪着民兵团前往布莱顿。伊丽莎白跟着加德纳夫妇去德比郡旅行，趁主人达西不在参观了他的彭伯利庄园。伊丽莎白被庄园的宏伟美丽所吸引，同时听到了管家对主人达西品行的赞美。达西提早一天归来，跳入湖中游泳，在回庄园的路上偶遇了伊丽莎白。在这次意外而尴尬的见面后，达西以平易近人的友好态度招呼他们留下，带他们在庭院中散步。
第五集
达西兄妹和宾利拜访了他们下榻的小旅店，达西介绍自己的小妹妹与伊丽莎白相识。第二天早晨，伊丽莎白收到了珍的两封信，得知了晴天霹雳般的坏消息：莉迪亚在布莱顿与威肯先生私奔了。伊丽莎白想立即回家，此时达西先生正好走进房间，了解到情况，提供了安慰和帮助。他随后离开时，伊丽莎白心想自己再也见不到他了。回到家，班内特夫妇正尽力处理这出丑闻，直到他们接到加纳德先生的信，说莉迪亚和威肯已经被找到，还没有结婚，但很快会在加纳德夫妇的照看下在伦敦成婚。班内特先生对于此事如此容易地被解决感到惊讶。晚上，伊丽莎白向简袒露自己对达西的感情。
第六集
莉迪亚不小心说出达西也参与了婚礼的事实，伊丽莎白写信给加德纳太太询问。回信中透露，是达西找到了这对私奔男女，从中调解谈判还支付了所有费用。秋天，宾利和达西回到尼日斐庄园后，达西向宾利道歉，说他不应反对宾利和珍的关系，并给予他们俩祝福。凯瑟琳·德波夫人突然登门拜访朗博恩庄园，她听到伊丽莎白和达西订婚的谣言怒不可遏前来探明情况，坚称达西应娶自己病弱的女儿安妮。她让伊丽莎白保证解除和达西的婚约，但这个婚约事实上并不存在。达西来访朗博恩，伊丽莎白感谢达西在莉迪亚私奔事件上的帮助，达西再次求婚表明心意。他们的婚约使全程不明真相的班内特一家十分惊讶。冬日里，两对情侣幸福成婚：珍和宾利、伊丽莎白和达西。

## 演员选择
为《傲慢与偏见》电视剧选角时，制片人苏·伯特维瑟和导演西蒙·兰顿想要寻找风趣有魅力、能表现出英国摄政时期风貌的演员。他们对男女主角——20岁的伊丽莎白和28岁的达西——的演员选择将决定其他角色的选择。几百名15到28岁的女演员来试镜，那些表现不错的候选者被要求在电视演播室里身着戏服带妆表演指定的段落。一些已成名的演员则直接得到了合約。
英国裔美国演员詹妮弗·艾莉从众多有实力的候选者中脱颖而出得到了伊丽莎白这个角色。她当时25岁，在12岁时第一次读了《傲慢与偏见》小说，她是唯一一名在整个拍摄期间在场的演员。制片人苏·伯特维瑟特别要求哥連·費夫来扮演富有而冷淡的达西先生，他当时还是个30多岁没出名的英国演员。伯特维瑟曾在80年代中期和哥連·費夫合作过电影《荷兰女孩》。但佛斯反复拒绝这个角色，因为他既对珍·奥斯汀的女性视角不感兴趣，又觉得自己不适合该角色。伯特维瑟的坚持劝诱和他对达西这个角色的更深了解使他最后同意出演。在拍摄期间，艾莉和弗斯发展出了一段短暂恋情，但直到分手后这段感情才被媒体注意到。
本杰明·维特罗和获BAFTA提名的艾莉森·斯戴曼出演了伊丽莎白的父母班内特夫妇。斯德曼没有试镜就获得了这个角色。伊丽莎白的四个姐妹，年龄范围从15岁到22岁，选角时力求突出她们外貌上的不同。苏珊娜·哈克（Susannah Harker）扮演伊丽莎白美丽善良的姐姐珍，露西·布里尔斯（Lucy Briers）、波莉·马伯里（Polly Maberly）和茱莉亚·萨瓦哈（Julia Sawalha）分别饰演乏味的玛丽、本性善良但轻浮无主见的凯蒂和轻佻倔强的莉迪亚。出演过情景喜剧《荒唐阿姨》的茱莉亚·萨瓦哈比她的角色（15岁的莉迪亚）年长十岁，但还是凭借足够的表演经验没有试镜头（screen test）就获得角色。乔安娜·大卫（Joanna David）和蒂姆·怀顿（Tim Wylton）饰加纳德夫妇，伊丽莎白的舅父母。大卫·班博（David Bamber）饰演了牧师科林斯先生，露西·斯科特（Lucy Scott）演绎了伊丽莎白最好的朋友夏洛蒂·卢卡斯，大卫·巴克-琼斯（ ）出演了丹尼上尉。
制片人认为克里斯平·邦汉—卡特（Crispin Bonham-Carter）的外貌身形与费尔斯的达西最能形成反差，便给了他的第一个主要电视角色——富有并天性善良的查尔斯·宾利。邦汉—卡特原本试镜的角色是乔治·威肯，一个用魅力掩盖放荡贪婪本性的英俊中尉，此角色被阿德里安·鲁吉斯（Adrian Lukis）获得。以电影《四个婚礼和一个葬礼》出名的安娜·钱瑟勒饰演宾利的姐姐卡洛琳·宾利（她也是珍·奥斯汀的第八代侄女）。宾利的妹妹和妹夫由露西·罗宾森（Lucy Robinson）和鲁伯特·范斯塔特（Rupert Vansittart）扮演。寻找乔治亚娜·达西的扮演者有点困难，制片人需要一位年轻女演员，能表现出天真、骄傲而又害羞、有教养的特点，还会弹钢琴。试镜了70多个女演员后，导演西蒙·兰顿建议乔安娜·大卫（加纳德太太）真实生活中的女儿艾米丽雅·福克斯来扮演此角。芭芭拉·莱—亨特（Barbara Leigh-Hunt）饰演了达西横加干涉的姨妈凯瑟琳·德波夫人，没有任何试镜。

## 制作

### 构想和改编
珍·奥斯汀的小说《傲慢与偏见》已经被改编成许多电视和电影版本，BBC制作的电视剧在之前已有1938年、1952年、1958年、1967年和1980版。1986年秋，在看了另一部奥斯汀小说改编的《诺桑觉寺》预告片后，制片人苏·伯特维瑟和编剧安德鲁·戴维斯一致想要把他们最喜欢的书之一《傲慢与偏见》改编成电视剧。伯特维瑟尤其认为用电影胶片的新版比用录影带作媒介的旧版更有表现力，旧版显得太“营养不良”和“缺乏诗意”了。电视时间安排迫使戴维斯把原先的五集改编计划变成六集。 1986年末，伯特维瑟和戴维斯把前三集剧本提供给ITV电视台，但没有进一步发展。1993年，ITV重新对该剧产生兴趣，BBC的迈克尔·魏尔伦（Michael Wearing）和美国A&E频道联合出资买下最后的剧本。 导演西蒙·兰顿和艺术部门在1994年的一月和二月开始了前期制作。
尽管伯特维瑟和戴维斯希望重现原著的精神和语调，他们想制作一部“关于真实人物的新鲜生动的故事”，而不是“周日下午茶间隙播放的老套BBC剧情片”。戴维斯把性和钱作为主题，在叙事上把重点从伊丽莎白身上转移到伊丽莎白和达西两人身上。为了使人物真实可信，戴维斯增加了一些背景性场景，例如班内特家的女孩们为在婚姻市场上推销自己而梳妆打扮。新的场景还包含男士们一起打猎的情节，不像在原著中把笔墨集中在女性上。改编遇到的困难是后半部分那些长信，戴维斯利用了旁白、闪回和让角色自己读信等方法。为了使现代观众更好地理解，戴维斯增加了一些新对话来澄清剧情，但原著中的对话也被完整地保留了。

### 拍摄
摄影指导约翰·肯维（John Kenway）使用了超十六毫米胶片拍摄，视频的长宽比比16:9的规格略小。但电视剧最初在电视上播放时用了遮幅全银幕法把长宽比转为4:3。
每集约一百万英镑的预算允许共二十周的拍摄时间。制作组把每日拍摄10.5小时作为目标，不算更衣化妆时间。开拍前两周，大约70位演职员聚在一起通读剧本，随后开始排练，学习跳舞、骑马、击剑等需要在真正开拍前掌握的技能。拍摄时间为1994年6月到11月，以体现出剧情上的季节变化。后期制作于1995年5月中旬完成。在同一地点拍摄的场景被安排在一起拍摄。

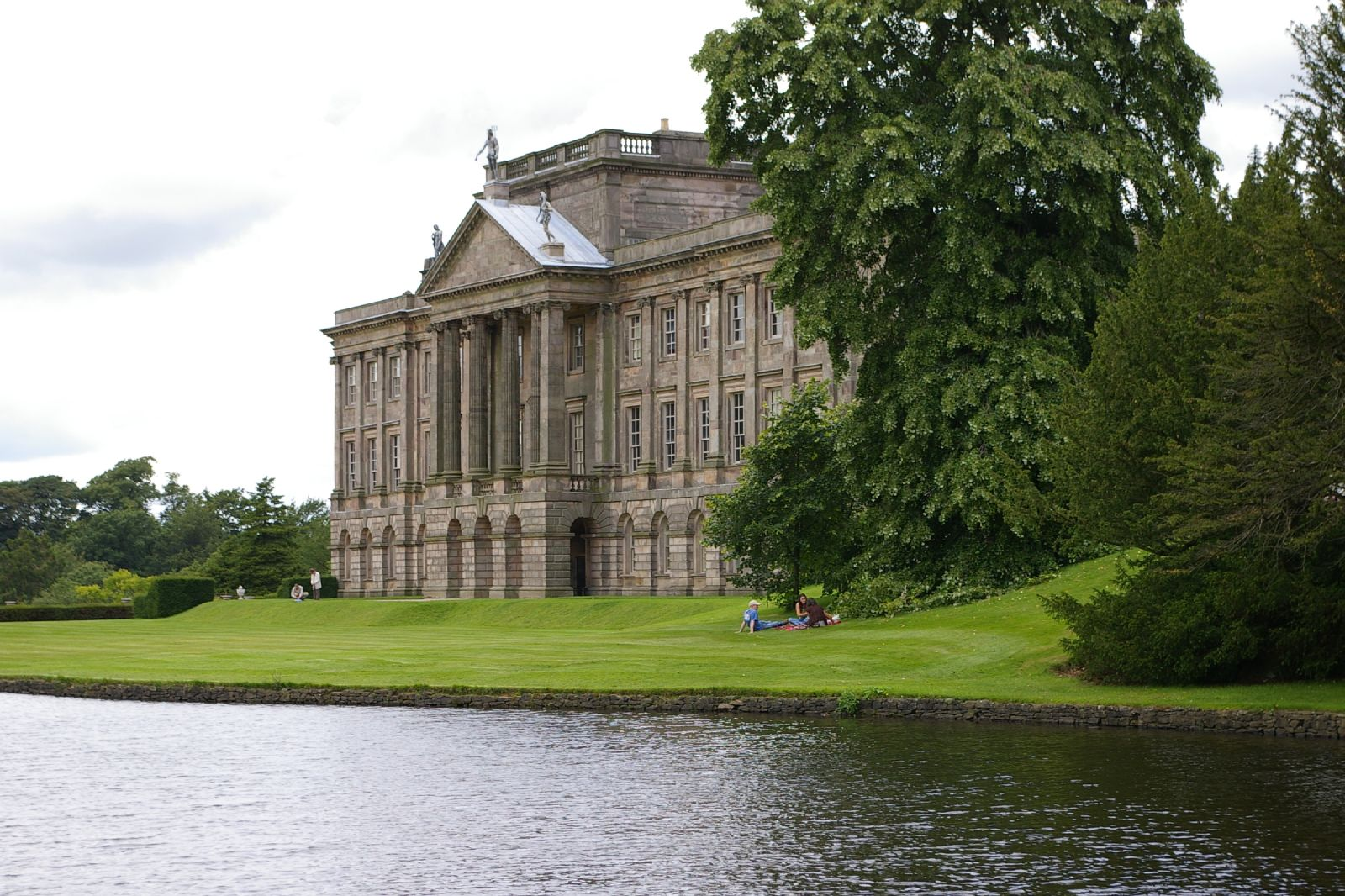
位于柴郡的莱姆宫是彭伯利庄园的外景拍摄地。

拍摄用到了24个大多属于国家名胜古迹信托的地点，和8个摄影棚。为了反映各个主要角色经济状况的差异，朗博恩庄园的拍摄地要显得像一个舒适的小家，而达西的彭伯利庄园得看起来是“最美的地方”，体现主人的良好品味和富裕乡绅的历史。摄制组看中的第一个地点是威爾特郡的村庄拉科克，作为梅里屯的外景拍摄地。附近的拉金屯法庭被选中成为朗博恩的内景和外景拍摄地。柴郡的莱姆宫被选为彭伯利的拍摄地，但由于管理原因摄制组只能在德比郡的萨德伯里庄园拍摄彭伯利内景。
制片人选定在林肯郡格兰瑟姆的贝尔顿大楼拍摄罗新斯庄园。凯瑟琳·德·波尔夫人的宅邸需要看上去“荒唐无节制”，以体现她难以相处的性格。拉特蘭泰村的教区长古宅被选作科林斯先生的牧师公馆。牛津郡班布里的伊杰克特厅是尼日斐庄园的内外景拍摄地，而赫特福德郡的布鲁克特厅是尼日斐舞厅的拍摄地。伦敦街景和客栈是在沃里克郡的莱斯特爵士医院拍摄的。威肯和乔治亚娜计划私奔的地点莱姆门是在海滨度假胜地濱海韋斯頓拍摄的。

### 服装和化妆
《傲慢与偏见》是一部年代剧，因此服装设计相比当代剧需要更多的研究。戏服能体现出角色的性格和经济状况，如富有的宾利姐妹佩戴巨大的羽毛发饰，从不穿印花连衣裙。由于BBC只存有少量19世纪早期服饰，蒂娜·科林（Dinah Collin）设计了大部分服饰。她参观博物馆以求灵感，试图让服饰对现代观众也具有吸引力。伊丽莎白的服装使用了大地色，方便运动，以契合角色的活力和生机。相反，科林为其他班内特家的女孩们选择了浅色和米白色的衣服来突出她们的天真单纯，而宾利姐妹和凯瑟琳·德·波尔夫人的衣服使用了更丰富浓烈的颜色。柯林·佛斯参与了服装设计过程，让自己的角色穿深色，把暖色服饰留给宾利先生。
尽管原著中并没有指明，但制片人想象中的达西是深色调的。他们让佛斯把原本淡棕色的头发、眉毛和睫毛染成黑色，还让所有的男演员留长头发，剃掉胡须。拥有金色短发的伊丽莎白扮演者艾莉使用了三顶深褐色假发，班内特太太的扮演者因头发厚重也使用了假发。珍的扮演者把发色染得更浅，从而与伊丽莎白的深色头发形成对比。她采用了古希腊发型，以突出角色的美貌。扮演玛丽的演员在脸上画有小点，以显出角色的相貌平凡；她的头发被上了油，以达到没梳洗过的效果；她的发型突出了招风耳。凯蒂和莉迪亚过于年轻粗野，头发不应由女仆打理，所以演员们的头发没有作太多改变。化妆师觉得科林斯先生是一个多汗的角色，有潮湿的上唇；她让他的头发变得油腻，给他一个低分叉的发型来暗示他的秃顶。

### 音乐和舞蹈编排

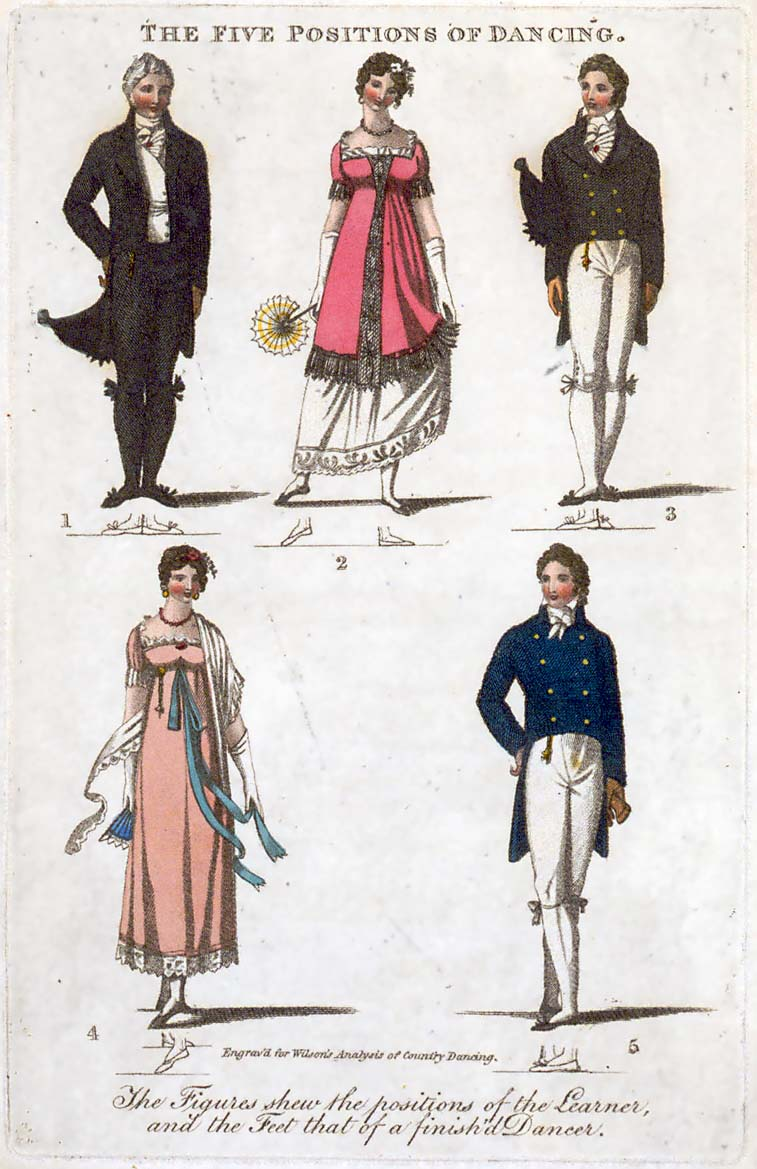
摄政时期舞蹈的五种姿态，1811年。

卡尔·戴维斯（Carl Davis）自1970年代中叶起就开始为BBC的名著改编剧创作配乐，他在前期制作期间联系了制片人苏·伯特维瑟。为了传达小说幽默生动的特点和爱情婚姻的主题，他参考了19世纪早期的古典音乐，尤其是当时流行的贝多芬七重奏。18位乐手先在六小时内录制完音乐片段。在拍摄时，场景中的乐手一边从微小的耳塞中听取音乐，一边假装演奏的动作。扮演玛丽和乔治亚娜的演员有弹钢琴的戏份，她们本就有熟练弹琴的能力，在开拍前练习了几周。剧中出现的歌曲及乐章有：亨德尔中的，他的歌剧《薛西斯》中的咏叹调；莫扎特的《第11號鋼琴奏鳴曲》，歌剧《费加罗的婚礼》和《唐璜》的片段；贝多芬的；克莱门蒂的《第4号奏鸣曲》；传统民歌。原声带于1995年以CD形式发行。
原著中有许多舞会场景。简·吉布森（Jane Gibson）的舞蹈编排是基于W·S·波特（W.S. Porter）所作的书籍。书中有几个查尔斯和塞缪尔·汤普森（Charles and Samuel Thompson）编排的舞蹈，年代为18世纪晚期。尽管这些舞蹈为电视剧增添了真实感，但它们在故事发生的年代已经过时。开拍前，摄制组设计并排练了约十五场舞会。凯蒂和莉迪亚的扮演者有三天时间来学习跳舞。尼日斐的舞会分配到三天的拍摄时间，其节奏和风格突出了该社交场合的优雅；而梅里屯的乡村舞会则侧重参与者以跳舞取乐，享受一段好时光。在拍摄舞会时，为了录下对话，音乐仅在出镜乐手和演员的耳塞中播放。男女主角在尼日斐的跳舞场景的许多远景镜头最终无法使用，因为镜头前有一根头发。剪辑师只能采用特写镜头和移动镜头。

## 外部連結
- 官方网站
- BBC Worldwide的YouTube頻道上之《傲慢與偏見》playlist （页面存档备份，存于）
- AllMovie上《傲慢與偏見》的资料（英文）
- 互联网电影数据库（IMDb）上《傲慢與偏見》的资料（英文）